# Bello Innovar
Club Deportivo Innovar 80 es un club de fútbol de salón colombiano del municipio de Bello, Antioquia que participaba de la Copa Profesional de Microfútbol organizada por la División Nacional de Fútbol de Salón y la Federación Colombiana de Fútbol de Salón.

## Historia
Campeón por primera vez en 2010 en la segunda temporada de la Copa Profesional de Microfútbol derrotando a Bucaramanga FSC en la final. En el 2011 tras finalizar la primera fase Innovar 80 clasificó como primero del grupo B a los cuadrangulares semifinales donde también finalizó primero obteniendo el paso a la final para defender el título de campeón. En el camino estaba el equipo Saeta FSC, el primer duelo en Bello finalizó 1-1 y el segundo en Bogotá también terminaría empatado 2-2, historia que debía definirse desde el punto penal donde finalmente Bello Innovar retuvo el título de campeón superando a Saeta FSC 5 a 4.
El 2012 no sería de gran alegría como los dos años anteriores pese a clasificar en la última fecha por diferencia de goles a los cuartos de final del torneo; fue eliminado por Bucaramanga FSC, tomando de esta manera su revancha de la Final perdida en 2010, perdiendo los dos partidos por 3-2 y 4-2. En el 2013 vuelve a ser protagonista del torneo clasificando como segundo del grupo B y enfrentando en cuartos de final de nuevo a Bucaramanga FSC, eliminándolo una vez más con marcadores de 1-1 y 4-2, dando fin al sueño de un tercer título para el equipo antioqueño. En 2015 logra por fin el tricampeonato al derrotar en la Final a P&Z de Bogotá y como en los dos títulos anteriores, de la mano de Viviano Mena como Director Técnico.

## Datos del club
- Temporadas en Copa Postobon de Microfútbol: 7 (2009-2015)
- Mejor puesto en la Copa: Campeón (3) 2010, 2011 y 2015